# 후쿠이 방언
후쿠이 방언(福井弁 후쿠이벤[*])은 일본 후쿠이현 레이호쿠 지방(쓰루가시를 제외한 구 에치젠국)에서 말하는 일본어의 방언으로, 호쿠리쿠 방언의 일종이다. 후쿠이현 레이난 지방(쓰루가시와 와카사국)의 방언은 레이난 방언이라고 한다. 레이호쿠과 레이난은 음성·어휘·문법의 어느 면에서도 차이가 많고, 레이호쿠는 호쿠리쿠 방언으로 분류되는 반면, 레이난은 통상 긴키 방언으로 분류된다.